# Peter Tunner

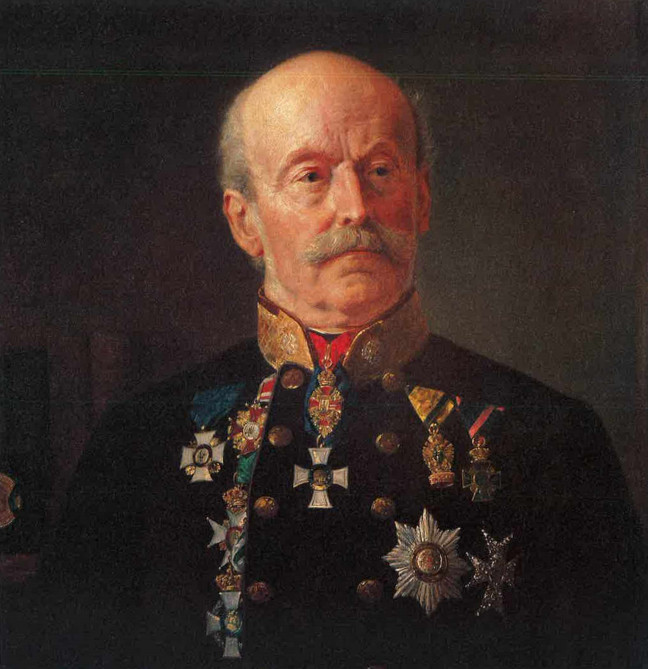
Peter Tunner, Gemälde von Rudolf Hausleithner (1874)

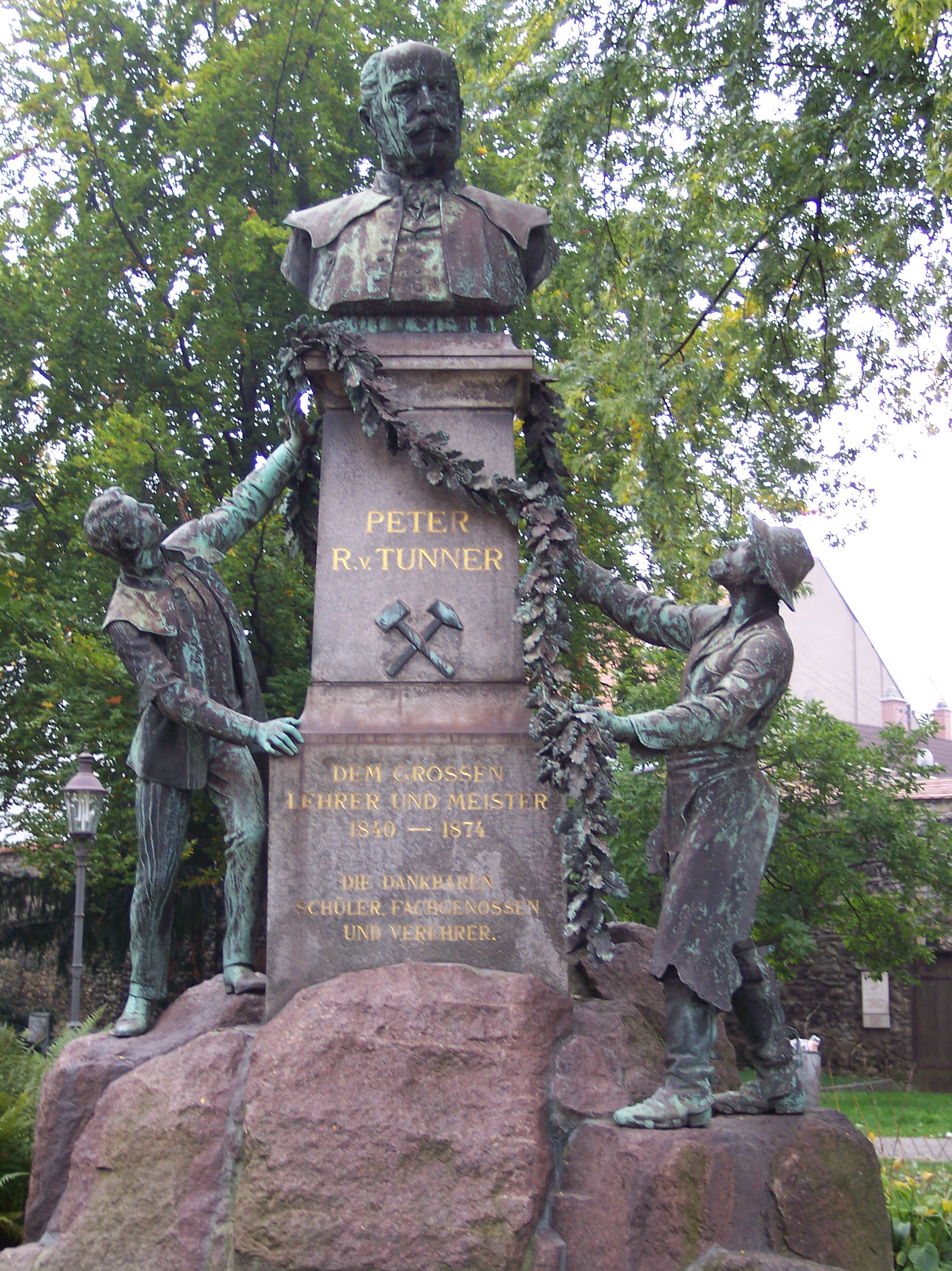
Peter-Tunner-Denkmal im nach ihm benannten Peter-Tunner-Park in Leoben, 1904 geschaffen von Karl Hackstock (1855–1919)

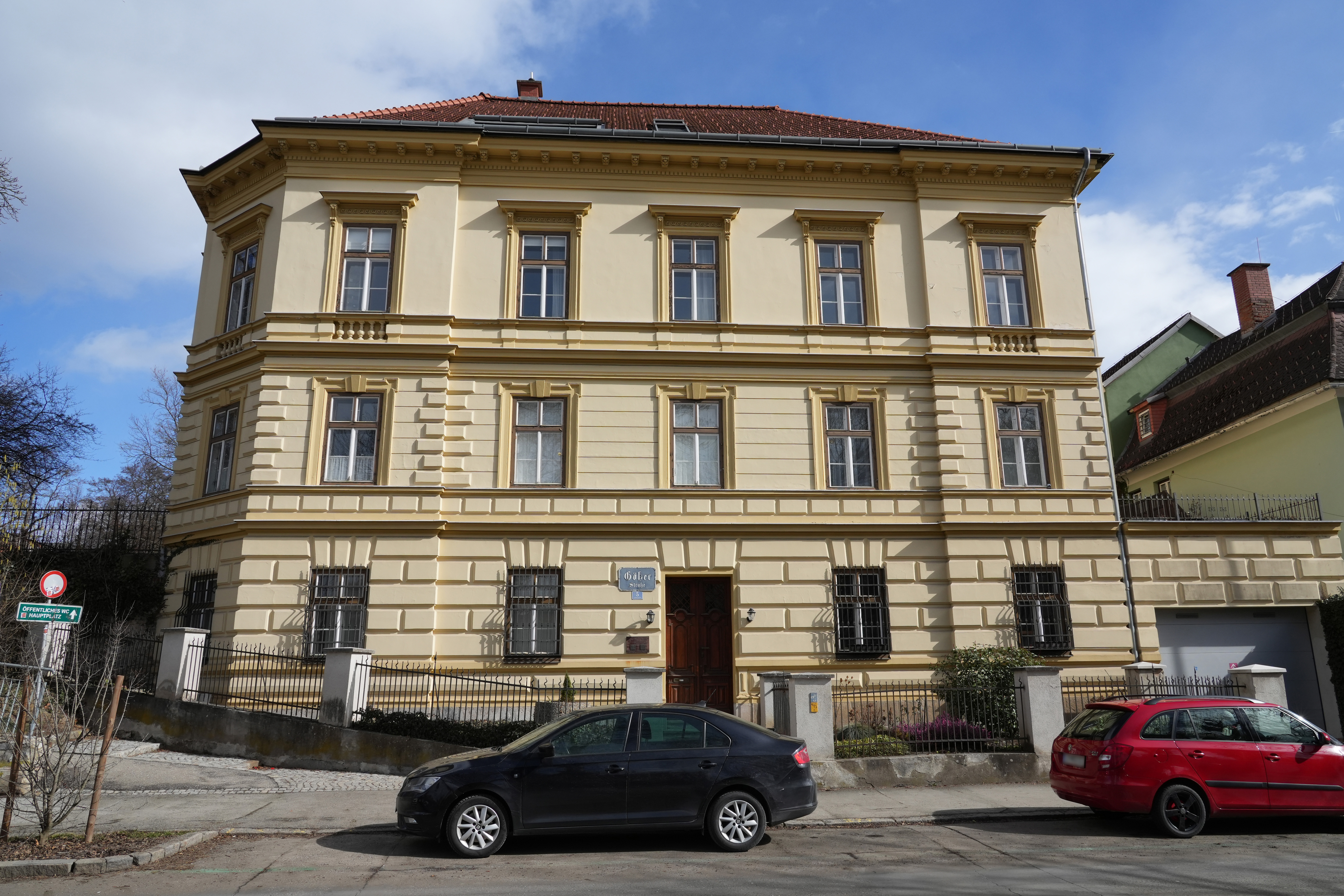
Das einstige Wohnhaus Peter Tunners in der Gösser Straße 5

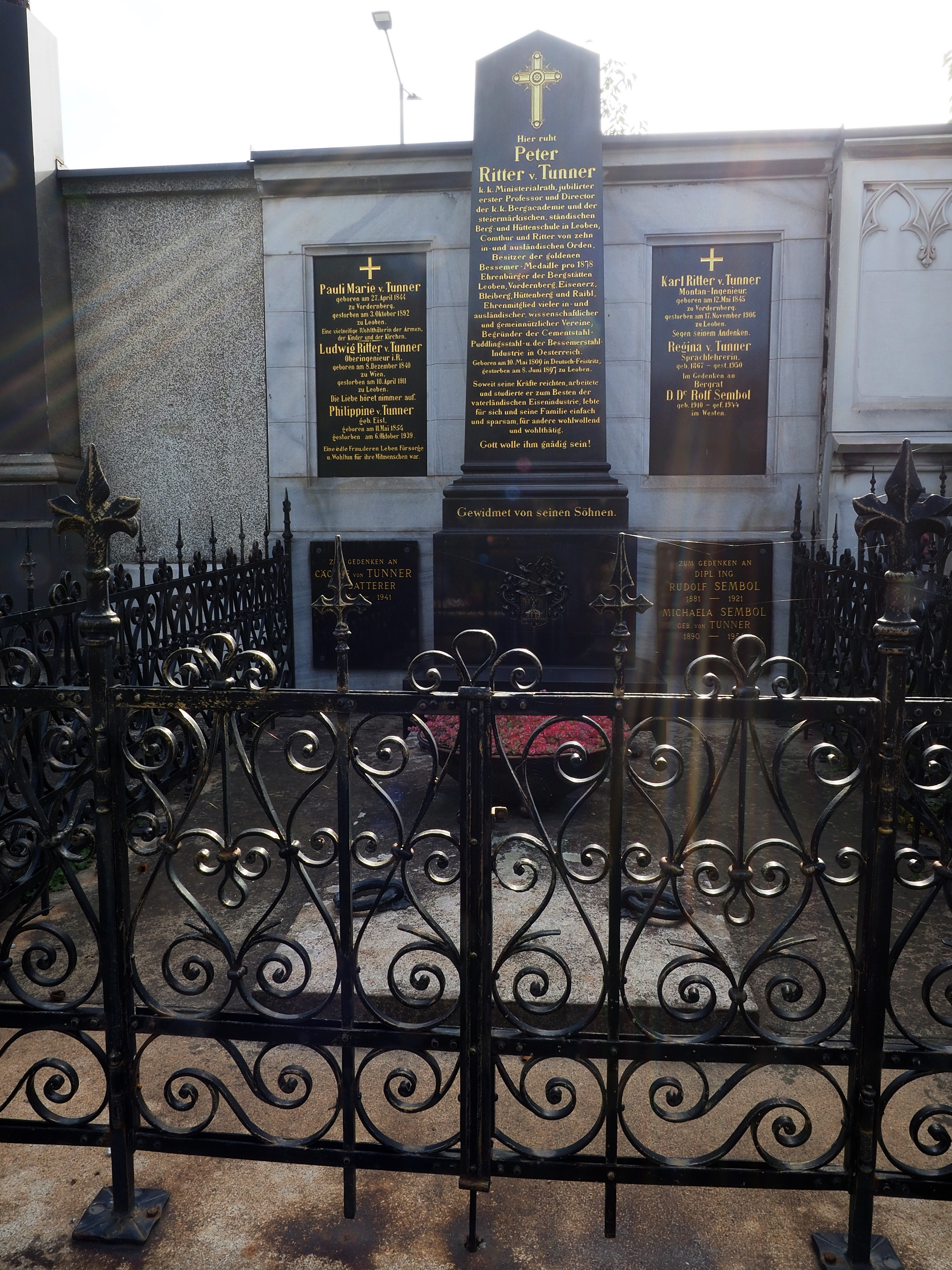
Grabstätte von Peter Tunner auf dem Zentralfriedhof Leoben.

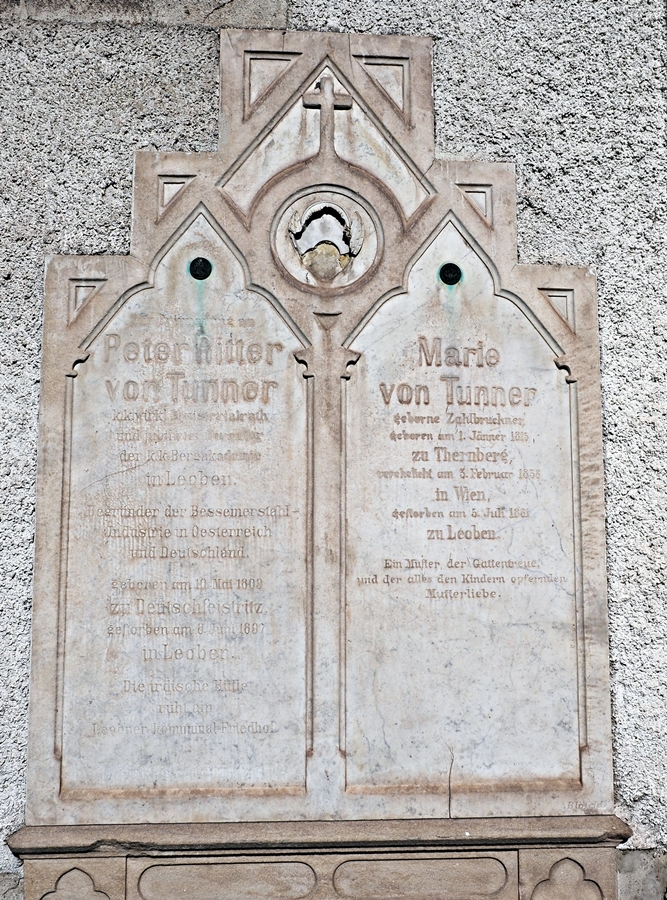
Grabdenkmal Pfarrkirche Leoben-Waasen von Peter Tunner und seiner Frau Maria mit Vermerk auf die Grabstätte auf dem Leobener Zentralfriedhof.

Peter Tunner, ab 1864 Peter Ritter von Tunner zu Turrach, (* 10. Mai 1809 in Deutschfeistritz; † 8. Juni 1897 in Leoben) war ein steirischer Bergbaupionier, der sich vor allem um das Eisenhüttenwesen verdient gemacht hat.

## Leben
Peter Tunner wurde im Markt Deutschfeistritz als uneheliches Kind des gleichnamigen Montanexperten Peter Tunner des Älteren (1786–1844) und der ledigen Dienstmagd Maria Stubenrauch geboren. Er wuchs in Salla, Obergraden und zeitweise auch in Deutschfeistritz auf und kam schon als Kind mit dem Eisenwesen in Berührung. In Graz besuchte er die Unterrealschule. Nach einer Ausbildung als Eisenfrischarbeiter wechselte Peter Tunner an das k.k. polytechnische Institut in Wien.
1832 übernahm er die Leitung des neu errichteten Eisenhammers in Katsch bei Murau im obersten Murtal. Als 1835 die für die Technische Hochschule am Joanneum in Graz seit 1829 beschlossene Errichtung einer Lehrkanzel für Hüttenkunde mit besonderer Berücksichtigung des Eisens Wirklichkeit wurde, fiel über Vorschlag von Erzherzog Johann die Wahl auf Peter Tunner. Dem jungen Professor war es gestattet, zum Studium des Montanwesens einen mehrjährigen Aufenthalt in Deutschland, Schweden, England, Belgien, der Schweiz und Italien zu nehmen. Während dieser Abwesenheit wurde der Beschluss gefasst, die Fachschule nach Vordernberg, in die unmittelbare Nähe der steirischen Haupteisenwerke zu verlegen – und Tunner begann an der am 4. November 1840 eröffneten Steiermärkisch-Ständischen Montanlehranstalt als deren (für acht Jahre einziger) Lehrer seine Vorlesungen über Bergbau und Hüttenkunde.
Infolge der politischen Wirren des Jahres 1848 ging die Vordernberger Lehranstalt mit Zustimmung von Erzherzog Johann an den Staat, und mit dem Studienjahr 1848/49 wurde Peter Tunner provisorischer Direktor. Im Hinblick auf die Zunahme der Zahl an Hörern erschien der Vordernberger Bau als nicht mehr ausreichend geräumig, und mit 1. November 1849 wurde in Leoben in einem entsprechend größeren, unentgeltlich überlassenen Gebäude der Studienbetrieb (unter Tunner als definitiv gestelltem Direktor) aufgenommen. Im Frühjahr 1848 wurde der in Vordernberg tätige Professor als einer der möglichen steirischen Kandidaten für die Wahl in die Frankfurter Nationalversammlung genannt.
Am 21. September 1861 wurde die Montan-Lehranstalt zu dem Umfange einer Berg-Akademie erweitert, und Tunner uno actu der Orden der Eisernen Krone dritter Klasse verliehen, dem 1864 die Erhebung in den Ritterstand folgte.
1865/1866 zog sich Peter von Tunner von seiner Lehrtätigkeit zurück und wirkte nur als Direktor der Bergakademie. Darüber hinaus betätigte er sich politisch: von 1867 bis 1874 war er Abgeordneter zum Steiermärkischen Landtag und zum Reichsrat (II. Legislaturperiode). Mit 1. Juli 1874 trat Hofrat Tunner nach insgesamt 34 Jahren Lehrtätigkeit in den Ruhestand, blieb jedoch in Leoben bis 1880 Direktor der Landschaftlichen Berg- und Hüttenschule und bis 1893 Obmann im Kuratorium der Schule.
Ende Februar 1897 erlitt Peter von Tunner (nach 1892) seinen zweiten Schlaganfall und verstarb am 8. Juni des Jahres sanft und ohne Todeskampf in der Leobner Gösser Straße 5. Er liegt am Zentralfriedhof Leoben zur letzten Ruhe bestattet.
Peter Tunner war mit Maria Zahlbruckner (1813–1881), der Tochter von Johann Zahlbruckner, verheiratet. Aus dieser Ehe stammen sieben Kinder.

## Leistungen
Tunner war der erste, der in der österreichisch-ungarischen Monarchie zunächst das Bessemer-Verfahren (19. November 1863 in Turrach im oberen Murtal) und später das Siemens-Martin-Verfahren zur Herstellung von Stahl einführte. Durch seine schriftstellerische Tätigkeit und Vortragsreisen in den Ural 1870 und in die Vereinigten Staaten 1876 galt er weltweit als angesehener Montanist.

## Werke (Auswahl)
- Die Stabeisen- und Stahlbereitung in Frischherden oder Der wohlunterrichtete Hammermeister. Eine gemeinfaßliche Darstellung aller vorzüglicheren europäischen Herdfrischereien. In zwei Bänden. 2. verbesserte und vermehrte Auflage. Engelhardt, Freiberg 1858.
- Russlands Montan-Industrie, insbesondere dessen Eisenwesen, Beleuchtet nach der Industrie-Ausstellung zu St. Petersburg und einer Bereisung der vorzüglichsten Hüttenwerke des Urals im Jahre 1870. Arthur Felix, Leipzig 1871.
- Das Eisenhüttenwesen der Vereinigten Staaten von Nordamerika. Mit drei lithographischen Tafaeln und einer näheren Erläuterung derselben. Faesy & Frick, Wien 1877.
- — (Hrsg.): Die Steiermärkisch-Ständisch-Montanistische Lehranstalt zu Vordernberg, ihr inneres Streben und Wirken und die derselben zugewandten Unterstützungen von außen. Ein Jahrbuch für die innerösterreichischen Berg- und Hüttenforschenden. Damian und Sorge, Wien/Graz 1.1841–3/6.1843/46(1847)[?], ZDB-ID 512263-6.
  - — (Red.): Die steiermärkisch-ständische montanistische Lehranstalt zu Vordernberg, ihr inneres Streben und Wirken und die derselben zugewandten Unterstützungen von außen. Ein Jahrbuch für den innerösterreichischen Berg- und Hüttenmann. I. Jahrgang 1841. Andreas Leykam’sche Erben, Grätz (Graz) 1842, ZDB-ID 512263-6. – Volltext online.
    - Berg- und hüttenmännisches Jahrbuch der K.K. Montan-Lehranstalten zu Leoben und Pribram. Tendler, Wien 1=4.1851(1852)–7=10.1857(1858), ZDB-ID 512294-6.
    - Berg- und hüttenmännisches Jahrbuch der K.K. Montan-Lehranstalten zu Leoben und Pribram und K.K. Schemnitzer Bergakademie. Tendler, Wien 8=10.1858(1859)–14=17.1864(1865), ZDB-ID 512295-8.